# Kim Jong-song
Kim Jong-song (sinh ngày tháng, 19) là một cầu thủ bóng đá người Bắc Triều Tiên.

## Đội tuyển bóng đá quốc gia Bắc Triều Tiên
Kim Jong-song thi đấu cho đội tuyển bóng đá quốc gia Bắc Triều Tiên.